# Charaxes phlegmone
Charaxes phlegmone är en fjärilsart som beskrevs av Hans Fruhstorfer 1914. Charaxes phlegmone ingår i släktet Charaxes och familjen praktfjärilar. Inga underarter finns listade i Catalogue of Life.